# Kanton Figeac-Est
Der Kanton Figeac-Est war bis 2015 ein französischer Wahlkreis im Arrondissement Figeac, im Département Lot und in der früheren Region Midi-Pyrénées; sein Hauptort war Figeac, Vertreter im Generalrat des Départements war zuletzt von 1998 bis 2015, wiedergewählt 2004, Nicole Paulo. 
Der Kanton umfasste Wahlberechtigte aus einem Teil der Stadt Figeac und weiteren zwölf Gemeinden. Die folgenden Zahlen sind jeweils die gesamten Einwohnerzahlen der Gemeinden:
| Gemeinde               | Einwohner Jahr | Fläche km² | Bevölkerungsdichte | Postleitzahl | Code INSEE |
| ---------------------- | -------------- | ---------- | ------------------ | ------------ | ---------- |
| Bagnac-sur-Célé        | 1558 (2013)    | –          | – Einw./km²        | 46270        | 46015      |
| Cuzac                  | 244 (2013)     | –          | – Einw./km²        | 46270        | 46085      |
| Felzins                | 413 (2013)     | –          | – Einw./km²        | 46270        | 46101      |
| Figeac                 | 9826 (2013)    | –          | – Einw./km²        | 46100        | 46102      |
| Lentillac-Saint-Blaise | 145 (2013)     | –          | – Einw./km²        | 46100        | 46168      |
| Linac                  | 226 (2013)     | –          | – Einw./km²        | 46270        | 46174      |
| Lunan                  | 559 (2013)     | –          | – Einw./km²        | 46100        | 46180      |
| Montredon              | 279 (2013)     | –          | – Einw./km²        | 46270        | 46207      |
| Prendeignes            | 222 (2013)     | –          | – Einw./km²        | 46270        | 46226      |
| Saint-Félix            | 494 (2013)     | –          | – Einw./km²        | 46100        | 46266      |
| Saint-Jean-Mirabel     | 226 (2013)     | –          | – Einw./km²        | 46270        | 46272      |
| Saint-Perdoux          | 194 (2013)     | –          | – Einw./km²        | 46100        | 46288      |
| Viazac                 | 316 (2013)     | –          | – Einw./km²        | 46100        | 46332      |